# Synema obscurifrons
Synema obscurifrons là một loài nhện trong họ Thomisidae.
Loài này thuộc chi Synema. Synema obscurifrons được Maria Dahl miêu tả năm 1907.